# Shǐchuánbù
Il Shǐchuánbù (史传部) (vol. 49-52, 44 fascicoli, sezione dal n. 2026 al n. 2120) è la sezione del Canone buddista cinese che raccoglie documenti e resoconti storici riguardanti la storia del buddismo cinese. In questa sezione vengono conservati:
- Gāosēng zhuàn (高僧傳, Biografie di monaci eminenti, giapp. Kōsō den, T.D. 2059), composto in 14 fascicoli da Huìjiǎo (慧皎,  497-554) nel 519 mentre risiedeva nel monastero di Jiaxiang. Contiene la biografia di 257 tra monaci e monache vissuti in Cina tra il 67 e il 519.
- Xù gāosēng zhuàn (續高僧傳, Continuazione delle Biografie di monaci eminenti, giapp. Zoku kōsō den, T.D. 2060.50.425a-707a), composto in trenta fascicoli da Dàoxuān (道安, 596-667), fondatore della scuola Luzong. È la continuazione del Gāosēng zhuàn e contiene la biografia di circa 500 tra monaci e monache, vissuti in Cina tra il 519 e il 645.
- Sòng gāosēng zhuàn (宋高僧傳, Continuazione delle Biografie di monaci eminenti nella versione Song, giapp. Sō kōsō den, T.D. 2061.50.709a-900a) composto da Zànníng (賛寧, 920-1001) in trenta fascicoli. Comprende la biografia di 533 tra monaci e monache, tracciandone altre 133 di ulteriori personalità. Si avvia con l'inizio della Dinastia Tang, nel 618, arrivando al 967. Può essere considerato la continuazione dello Xù gāosēng zhuàn.
- Fózǔ tǒngjì (佛祖統紀, giapp. Cronache complete del Buddha e dei Patriarchi, giapp. Busso tōki, T.D. 2035.49.129a-475c) è un testo composto nel 1269 dal monaco buddista cinese di scuola Tiāntái (天台宗), Zhìpán (志磐, 1220-1275). Questa opera, in 54 fascicoli, corrisponde essenzialmente ad una cronaca del Buddismo indiano e cinese secondo la tradizione e la lettura dottrinale del Buddismo Tiāntái. I primi otto fascicoli contengono la biografia del Buddha Śākyamuni (cin. 釋迦牟尼 Shìjiāmóuní) e di ventinove patriarchi del lignaggio indiano e cinese del Tiāntái.
- Dà Táng xīyù jì (大唐西域記, Viaggio in Occidente dal Grande Tang), opera del monaco pellegrino Xuánzàng (玄奘) e conservato al T.D. 2087.